# ロンドン条約 (1827年)
ロンドン条約（ロンドンじょうやく、英語: Treaty of London、フランス語: Traités de Londres、ロシア語: Лондонская конвенция）は、1827年7月6日にロンドンで締結され、イギリス、フランス、ロシアによって締結された。この三大国は、ギリシャとオスマン帝国に対し、1821年3月17日以来のギリシャ独立戦争の戦闘停止を求めた。長年の交渉の末、ヨーロッパの同盟国は最終的にギリシャ側に立って戦争に介入することを決定した。この条約の主な目的は、オスマン帝国にギリシャの独立を認めさせることだった。ただし、条約の内容ではオスマン帝国がギリシャの独立を承認する一方で、オスマン帝国のスルタンがギリシャの宗主権を保持するとされた。また、この条約で三国がギリシャとオスマン帝国の間の調停を行う意向であることが宣言された。基本方針として、ギリシャはオスマン帝国の従属国として一定の貢納を支払う形で存続することが示された。追加条項では、スルタンが調停の申し出を拒否し、ギリシャでの敵対行為を継続した場合の対応が詳述された。これらの条項では、オスマン帝国が調停を受け入れる猶予期間として1か月が与えられ、これを拒否した場合、連合国はギリシャとの商業関係を通じて提携を強化することが定められていた。さらに、スルタンが停戦を拒否した場合、連合国は適切な武力を行使して停戦を強制する措置を講じることが明記された。
しかし、オスマン帝国は自国の海軍力が優位であるいう考えによる決定のもと、この条約の受諾を拒否した。こうして、ロンドン条約によりヨーロッパの三大列強はギリシャに利するように戦争に介入することが可能になった。その結果、1827年10月20日のナヴァリノの海戦において、連合国艦隊はオスマン帝国・エジプト連合艦隊を壊滅させる圧倒的勝利を収めた。この戦いにより、ギリシャの独立が強制的かつ事実上確立されることとなった。
またロンドン条約は、ロシアに対し、オスマン帝国を犠牲にした領土拡張を試みないことと、今後の露土戦争の結果としてオスマン帝国からいかなる独占的な通商上の利益も得ないことを約束させた。しかし、条約が予期していたロシアとオスマン帝国の戦争は1828年6月に勃発し、ロシア軍がドナウ川を渡ってオスマン帝国支配下のドブロジャ地方に進攻した。この戦争は1828年から1829年にかけての露土戦争へと発展した。この戦争は、1829年9月14日にロシアとオスマン帝国の間で締結されたアドリアノープル条約によって終結した。アドリアノープル条約により、オスマン帝国はギリシャの独立を承認せざるを得なくなっただけでなく、ドナウ・デルタ地帯とその周辺の島々、およびクバン川河口南方の黒海沿岸の広大な領土をロシアに割譲することを強いられた。この新たな領土変更や条約に含まれる他の条項により、イギリスをはじめとする欧州列強は、アドリアノープル条約によってロシアが1827年のロンドン条約で約束した内容を侵害したと見なすようになった。